# チャールストン海軍工廠
チャールストン海軍工廠 (Charleston Navy Yard) は、サウスカロライナ州ノース・チャールストンに所在したアメリカ海軍の工廠。1909年に乾ドックとして創業し、1996年に海軍の工廠として使用された後、デッチェンス・シップヤーズ社に賃貸され規模が縮小された。
同工廠で最初に建造された艦は駆逐艦「ティルマン」(USS Tillman, DD-135) であった。1930年代には建造量が増え、最終的に21隻の駆逐艦が建造された。
今日、同工廠の跡地340エーカーはノース・チャールストンの都市開発に利用されている。